# 강아지똥
《강아지똥》은 1968년에 대한민국의 작가인 권정생이 쓴 단편 동화이다. 《강아지똥》은 같은 해 월간 《기독교교육》에서 제1회 아동문학상을 받았다. 1974년 동화책으로 발간되었으며(세종문화사), 1996년 그림책이 발간되었고(정승각 그림, 길벗어린이) 2003년 애니메이션 제작사인 (주)아이타스카 스튜디오에서 클레이 애니메이션으로 제작하였다.

## 줄거리
돌이네 강아지가 골목길에 똥을 누고 간다. 강아지 똥은 자기가 똥이라는 것을 슬퍼하고 똥이라며 더럽다고 피하는 참새와 어미닭, 흙덩이를 만났지만 흙덩이는 사과하고 격려 해 주고, 겨울이 지나 봄을 맞는다. 봄비가 내리더니 파란 민들레 싹이 자라났고, 민들레는 강아지 똥에게 거름이 필요하다고 말한다. 강아지 똥은 오히려 자기가 도움이 될 수 있다는 것을 기뻐하고 몸을 쪼개어 거름이 된다. 강아지 똥의 눈물겨운 희생으로 민들레는 아리따운 하나의 꽃을 피운다. 민들레는 기뻐한다.